# Брунейско-китайские отношения
Бруне́йско-кита́йские отноше́ния — двусторонние дипломатические отношения между Государством Бруней-Даруссалам и Китайской Народной Республикой.
Бруней имеет посольство в Китае (г. Пекин, р-н Чаоян), а Китай — посольство в Брунее (окр. Бруней-Муара, г. Бандар-Сери-Бегаван).

## Общая характеристика стран
|                                                   | Бруней                | Китай                 |
| ------------------------------------------------- | --------------------- | --------------------- |
| Площадь (км²)                                     | 5 765                 | 9 572 900             |
| Столица                                           | Бандар-Сери-Бегаван   | Пекин                 |
| Население (чел.)                                  | 459 300               | 1 411 778 724         |
| Государственное устройство                        | унитарное государство | унитарное государство |
| Объём ВВП по ППС (млрд долл.)                     | 28,696                | 24191,301             |
| Количество ядерных боеголовок (развёрнутых/всего) | —                     | ?/350                 |
| Численность вооружённых сил (чел.)                | 7200                  | 2 035 000             |
| Военный бюджет (млрд долл.)                       | 0,437                 | 193                   |
| Добыча нефти (млн т/год)                          | —                     | 194,8                 |
| Выплавка стали (млн т/год)                        | —                     | 808,366               |
| Выплавка алюминия (тыс т/год)                     | —                     | 36 000                |
| Производство цемента (млн т/год)                  | —                     | 2200                  |
| Производство электроэнергии (тВт·ч/год)           | —                     | 7779,1                |

## История
Первые контакты между Брунеем и Китаем начались в X веке, о чём свидетельствуют археологические находки, найденные в деревне Кампонг-Лимау-Манис (район Пангалан-Бату). Было обнаружено более 50 тысяч осколков китайской керамики, датируемой X—XIV веками.
Дипломатические отношения между странами установлены 30 сентября 1991 года. Таким образом, Бруней стал последней страной-членом Ассоциации государств Юго-Восточной Азии, установившей дипломатические отношения с Китаем.
По оценке интернет-журнала «The Diplomat», в настоящее время, Бруней находится «между двумя большими силами»: собственно, Китаем и Соединёнными Штатами Америки. Сотрудничество с обеими государствами принесло бы Брунею значительную экономическую выгоду.

## Торгово-экономические отношения
В 2011 году товарооборот между странами составил 1,3 миллиарда долларов. Китай является крупнейшим инвестором Брунея, его инвестиции оцениваются в 4,1 миллиарда долларов. В 2014 году Китай инвестировал 500 миллионов долларов. Китайские частные компании согласились инвестировать 10 миллионов долларов в два брунейских проекта в области аквакультуры и рисоводства.
Посол Китая в Брунее характеризует отношения между странами как важную часть инициативы «Один пояс и один путь». Страны совместно осуществляют управление крупнейшим портом Брунея. Билл Хейтон, научный сотрудник Королевского института международных отношений, считает, что Китай оказывает давление на Бруней, чтобы получить доступ к его исключительной экономической зоне.

## Членство в международных организациях
Бруней и Китай совместно состоят во многих международных организациях. Ниже представлена таблица с датами вступления государств в эти организации.
|      | Бруней | Китай |
| ---- | ------ | ----- |
| ООН  | 1984   | 1945  |
| АТЭС | —      | —     |